# Мечетне (Україна)
Мече́тне — село в Україні, у Синельниківському районі Дніпропетровської області. Входить до складу Покровської селищної громади. Населення становить 173 особи. Колишній орган місцевого самоврядування — Орлівська сільська рада.

## Історія
12 червня 2020 року, відповідно до розпорядження Кабінету Міністрів України № 709-р від «Про визначення адміністративних центрів та затвердження територій територіальних громад Дніпропетровської області», увійшло до складу Покровської селищної громади.
19 липня 2020 року, в результаті адміністративно-територіальної реформи і ліквідації Покровського району, село увійшло до складу новоутвореного Синельниківського району.

## Населення

### Мова
Розподіл населення за рідною мовою за даними перепису 2001 року:
| Мова       | Кількість | Відсоток |
| ---------- | --------- | -------- |
| українська | 167       | 96.53%   |
| російська  | 6         | 3.46%    |
| Усього     | 173       | 100%     |

## Географія
Село Мечетне знаходиться на відстані 0,5 км від сіл Гапоно-Мечетне і Солоне, за 1 км від села Орли. Селом тече Балка Мечетна. Поруч проходить автомобільна дорога Н15.